# Veitchia pachyclada
Espèce
Synonymes
- Drymophloeus pachycladus    (Burret) H.E.Moore
- Rehderophoenix pachyclada Burret[1]

Statut de conservation UICN

 DD  : Données insuffisantes
Veitchia pachyclada est une espèce de plantes de la famille des Arecaceae. Ce palmier, endémique des Îles Salomon, a été identifié à l'origine sous le nom de Drymophloeus pachycladus ,.